# Venado (Costa Rica)
Venado è un distretto della Costa Rica facente parte del cantone di San Carlos, nella provincia di Alajuela.